# Аркола (Вірджинія)
Аркола (англ. Arcola) — переписна місцевість (CDP) в США, в окрузі Лаудун штату Вірджинія. Населення — 2412 особи (2020).

## Географія
Аркола розташована за координатами 38°56′27″ пн. ш. 77°31′44″ зх. д. / 38.94083° пн. ш. 77.52889° зх. д. (38.940847, -77.528888).  За даними Бюро перепису населення США в 2010 році переписна місцевість мала площу 5,88 км², з яких 5,81 км² — суходіл та 0,07 км² — водойми.

## Демографія
Згідно з переписом 2010 року, у переписній місцевості мешкали 233 особи в 73 домогосподарствах у складі 59 родин. Густота населення становила 40 осіб/км².  Було 96 помешкань (16/км²).
Расовий склад населення:
| - 46,4 % — білих - 30,9 % — азіатів - 5,6 % — чорних або афроамериканців - 12,0 % — осіб інших рас |

До двох чи більше рас належало 5,2 %. Частка іспаномовних становила 17,2 % від усіх жителів.
За віковим діапазоном населення розподілялося таким чином: 27,9 % — особи молодші 18 років, 64,8 % — особи у віці 18—64 років, 7,3 % — особи у віці 65 років та старші. Медіана віку мешканця становила 34,8 року. На 100 осіб жіночої статі у переписній місцевості припадало 94,2 чоловіків;  на 100 жінок у віці від 18 років та старших — 107,4 чоловіків також старших 18 років.
Середній дохід на одне домашнє господарство  становив 128 074 долари США (медіана — 140 724), а середній дохід на одну сім'ю — 160 761 долар (медіана — 150 417). 
Цивільне працевлаштоване населення становило 150 осіб. Основні галузі зайнятості: науковці, спеціалісти, менеджери — 28,0 %, роздрібна торгівля — 23,3 %, транспорт — 21,3 %.